# Salvador Escrihuela
Salvador Escrihuela Quiles (Tabernes de Valldigna, Valencia; 28 de febrero de 1951-Ibídem; 6 de agosto de 2021) fue un futbolista español que se desempeñaba como delantero.

## Clubes
| Club             | País   | Año       |
| ---------------- | ------ | --------- |
| UD Alzira        | España | 1969-1970 |
| CE Sabadell      | España | 1970-1972 |
| Granada CF       | España | 1972-1977 |
| Deportivo Alavés | España | 1977-1980 |
| Granada CF       | España | 1980-1982 |
| CF Gandía        | España | 1982-1983 |